# III milenio a. C.
El tercer milenio antes de Cristo comenzó el 1 de enero de 3000 a. C. y terminó el 31 de diciembre de 2001 a. C.

## Acontecimientos

### África
- 3000 a. C.: A finales del IV milenio a. C., el rey Menes o Narmer, gobernante del Bajo Egipto, unió los dos reinos y convirtió a Menfis en el centro del imperio.
- 3000-2190 a. C.: Período del Imperio o el reino del Antiguo Egipto. Se iniciaron las dinastías (reyes de una misma familia) Tercera, Cuarta, Quinta y Sexta.
  - Se construyeron las grandes pirámides (monumentos funerarios): de Zoser, en Saqqara (III dinastía) y de Keops, Kefrén y Micerino, en Gizeh (IV dinastía).
- Importante migración de habitantes del Sáhara central al África Occidental.
- 2850-2650 a. C.(fechas aproximadas): Período tinita en Egipto, primera y segunda dinastías.
- 2700 a 2630 a. C.: en la III Dinastía, reyes Sanajt (o Nebka), Zoser (Dyeser), Sejemjet, Jaba, Qa-hedyet, Huny.
- 2630-2500 a. C.: en la IV Dinastía, faraón Seneferu. Su visir es Nefermaat.
  - Campaña de Seneferu a Nubia. Trae a Egipto un botín considerable de 7 000 prisioneros, que son empleados como esclavos.
  - Seneferu envía una expedición a Libia que trae un botín de 11 000 prisioneros y 13 100 cabezas de ganado.
- En Egipto se desarrolla la joyería.
- 2190-2050 a. C.(fechas aproximadas): Primer Período Intermedio en Egipto, dinastías Séptima, Octava, Novena y Décima.
- Comienza el Imperio Medio 2050-1780 a. C.(fechas aproximadas), con la Dinastía XI de Egipto (2130-1991 a. C.)

### América
- 3500-150 a. C.: la Cultura Valdivia se desarrolló en la costa sur del Ecuador, principalmente en la península Santa Elena, aunque también se han encontrado vestigios en el interior de ese país.
- 3090-90 a. C.: En el actual Colombia se desenvolvió la cultura de Puerto Hormiga.
- 3000 a. C.: en la zona de Perú-Bolivia se inició el cultivo del algodón. ya sembraban porotos y calabazas.
- 2900 a. C.: en América se desarrolla la cerámica.
- 2627 a. C.: en Perú se desarrolla la ciudad de Caral, la más antigua de América, que desde el año 5000 a. C. aprox. había empezado como una aldea, y durante tres siglos creció hasta transformarse en la civilización Caral-Supe, que alcanzó un alto grado de organización (y desapareció en el 2100 a. C.).
- 2500 a. C.: México: Primeras tradiciones cerámicas de México, procedentes de Guerrero. Este hecho marca el inicio de la civilización mesoamericana

### Asia
- Los últimos mamuts de Siberia se extinguen.
- Primera mitad del III milenio: Período sumerio en Mesopotamia.
- 3200-2000 a. C.: Primera civilización de las Cícladas en el Egeo.
- 3000 a. C.: en Oriente Próximo, varias civilizaciones entran en la Edad de Bronce.
- 2800 a. C.: Siria: fundación de la ciudad de Mari.
- 2900-2334 a. C.: Irak: guerras mesopotámicas del periodo de las primeras dinastías (Early Dynastic period).
- 2900-2400 a. C.: Irak: se fundan las ciudades de Uruk, Eridu, Ur, Lagash y Umma. Cada una constituyó una ciudad-estado, bajo el gobierno absoluto de un monarca. En la Mesopotamia central florecieron las ciudades de Mari a orillas del Éufrates medio, y Assur en el Tigris medio. Susa fue el centro principal del Elam y la puerta hacia la meseta iraní. Todas estas ciudades están repartidas entre los sumerios, al sur, y los semitas al norte.
- 2700 a. C.: creación del reino de Elam
- 2700 a. C (aprox.): Germinación de Matusalén (un pino de bristlecone) el árbol actualmente vivo más antiguo del mundo (más de 4600 años de edad).
- 2700 a. C.: en China reina el Emperador Amarillo.
- 2700 a 2500 a. C.: dominan Sumeria las primeras dinastías de Uruk (Meskiangasher, Enmerkar, Lugalbanda, Dumuri, Gilgamesh), de Kish y de Ur.
- 2700 a. C.: en Irak aparece la cultura de Elam.
- en Sumeria (Irak) reina la dinastía de Lagash.
- 2650 a. C.: en Irak se funda la aldea de Ur.
  - Seneferu envía 40 barcos a Biblos para traer madera de cedro del Líbano para construir más navíos.
  - Expedición de Seneferu al monte Sinaí. Sus esclavos (y luego los de su hijo Keops) explotan minas de cobre y yacimientos de turquesa.
- 2600 a. C.: en Pakistán se unifica la civilización del Indo.
- 2575 a. C.: en Irak, el rey sumerio Gudea de Lagash establece la medida "pie" de 26,45 cm.
- 2500 a. C (fecha aproximada): China: Huang Di funda la legendaria dinastía de los reyes Sanhuangwudi.
- 2500 a. C. - 2360 a. C.: Acadios en Mesopotamia.
- Mediados del milenio: primera redacción de la Epopeya de Gilgamesh.
- 2474-2398 a. C.: Irak: edad de oro de Ur en la Mesopotamia.
- 2348 a. C.: según James Ussher, ocurre el diluvio universal.
- Irak: primera dinastía de Babilonia
- 2260 a. C.: Naram-Sim sube al trono de Agadé.
- 2205-1766 a. C.: en China reinan los Hsia.
- 2200 a. C.: el rey Utuhegal empieza a escribir la lista real sumeria.
- Entre los siglos XXII y XXI a. C.: Renacimiento sumerio
- 2150-2050 a. C.: en Mesopotamia, los guti, procedentes de Irán, invaden Acad pero respetan el territorio de Sumer.

### Europa
- Siglo XXIII a XX a. C.: en el noroeste prevalece la cultura megalítica y la cultura del vaso campaniforme.
- En Inglaterra comienza la primera fase de la construcción del monumento Stonehenge.
- Siglo XXIII a. C.: en Grecia se realizan las primeras invasiones de indoeuropeos.
- 2200 a. C.: comienza en España La Almoloya, perteneciente a la Cultura argárica, situado en el actual municipio de Pliego, en la Región de Murcia,
- 2200 a. C.: Comienza el 1.er periodo de Vila Nova.
- 2100 a. C.: Termina el 1.er periodo de Vila Nova y comienza el 2.º periodo de Vila Nova.

### Oceanía
- Alrededor del 3000 a. C.: Los grabados rupestres de Sídney en Sídney, Australia, que son ejemplos de arte aborigen australiano[1]

## Arte y literatura
- Imhotep, visir, médico, astrólogo y arquitecto de Dyeser, construye la pirámide escalonada de Saqqara, la primera «gran pirámide» del mundo.
- 2570 a. C (fecha estimada): en Egipto se inaugura la Gran Pirámide de Guiza.
- 2500 a. C.: en Egipto se construye la Gran Pirámide de Guiza.
- En Egipto se pinta la pintura al fresco de las Ocas de Meidum.
- Estandarte de Ur (siglo XXVI a. C.)
- Comienza la civilización minoica en Creta; se desarrollará entre los años 3000 y 1200 a. C. Sus primeros palacios fueron construidos al final del Minoico Inicial en este III milenio a. C.
- Siglo XXIV a. C.: en el norte y centro comienza a desaparecer la enorme cultura de la cerámica encordelada,  que comenzó en el siglo XXXII a. C. (a finales del neolítico) y representó la introducción del metal en el norte de Europa y posiblemente una primera entrada y expansión de la familia indoeuropea de idiomas.

## Personas relevantes
- 2800 a. C.: en Irak gobierna Ur-Nanshe, rey de Lagash
- 2674-2575 a. C.: en China gobierna Huangdi.
- 2500 a. C.: en Irak, Mesanepada funda la primera dínastía de Ur.
- 2500 a. C.: en el Egipto gobierna el faraón Jufu (llamado Keops por los griegos) de la Dinastía IV. Reinó entre 2589 y 2566 a. C. aprox.
- 2500-2360 a. C.: en Irak, Urnanshe funda la I dinastía de Lagash. Termina con la hegemonía de Kish.
- 2490-2413 a. C.: en China gobierna Chuan-hsü.
- 2412-2343 a. C.: en China gobierna Q'u.
- 2371-2347 a. C.: en Irak gobierna Lugalzagesi, rey de Uruk y Umma. Conquista Lagash.
- 2371-2316 a. C.: en Irak gobierna Sargón el Grande, fundador del imperio de Acad y Sumeria.
- 2333-2234 a. C.: en China gobierna Yao.
- 2300 a. C.: en Irak, el gran reformador Urukagina (rey de Lagash) crea el primer código judicial conocido.
- 2270-2230 a. C.: en Irak, Naram-Sin consolida el dominio acadio en Mesopotamia.
- 2233-2184 a. C.: en China gobierna Shum.
- 2144-2124 a. C.: Gudea
- 2120 a. C.: en Irak, Utu-hegal (de Uruk) expulsa a los guti.
- 2112–2095 a. C.: en Irak gobierna Ur-Nammu, fundador de la tercera dinastía de Ur.
- 2094-2047 a. C.: en Irak, Sulgi extiende el imperio hasta Susa, Anatolia y Siria.
- 2050-1950 a. C.: en Irak, Gudea prolonga la tradición de la ciudad-templo.

## Inventos y descubrimientos
- En Asia Central se domestica el caballo.
- En Bactriana se domestica el camello y el dromedario.
- En China se registra el paso de un cometa por primera vez..
- En Rødøy (Noruega), pinturas rupestres muestran el uso de esquíes.
- En Sumeria (Irak) se construyen los primeros zigurats.
- En Egipto, se inventa el calendario de 365 días.

## Literatura
- En el Antiguo Egipto (Imperio Antiguo) se escriben Enseñanzas para el rey Merikare, Lamentaciones de un campesino elocuente, Diálogo de un desesperado con su alma y los textos de las Pirámides.
- En Irak se escribe Epopeya de la creación del mundo y la Epopeya de Gilgamés.